# Birkebeinerne
Birkebeinerne (norrønt: birkibainar), oprindeligt et spottenavn på den oprørsflok i Norge, som i 1174 sluttede sig til Øystein Møyla, og i 1177 led nederlag på slaget på Re (ved Tønsberg), hvor Øystein blev dræbt af en bonde efter slaget. Navnet henspillede på, at de angiveligt var så fattige, at de af mangel på skotøj bandt bark af birk om ben og fødder.
Den resterende flok flygtede til Värmland, hvor de tog Sverre Sigurdsson til fører. Han fandt støtte i Sverige og Trøndelag, og lærte sine birkebeinere op til en velfungerende, stående hær. Kong Magnus Erlingsson led nederlag i slaget ved Kalvskinnet i Nidaros i 1179, hvor hans far Erling Skakke faldt. Året efter sejrede birkebeinerne igen på Ilevollene i Nidaros, og i 1181 og 1183 ved Bergen. I 1184 faldt Magnus Erlingsson selv i søslaget ved Fimreite i Sognefjorden. Birkebeinerne var dermed herrer i Norge.
En række nye oprørsflokke (kuvlunger og øyskjegger) kom på banen, men blev nedkæmpet af birkebeinere. De farligste var baglerne med navn efter bagal (= bispestav). Kampen mod dem pågik også efter kong Sverres død i 1202, indtil man indgik et forlig, hvorved birkebeinerne og deres konge Inge Bårdsson beholdt magten i den største del af Norge, og lenshøjhed over resten.
Da baglerne i 1218 underkastede sig kong Sverres sønnesøn, Håkon Håkonsson, og de mindre oprørsflokke (slittunger og ribbunger) blev opløst, blev birkebeinernavnet overflødigt. Fra at være oprørere var de jo gået over til at blive den herskende magt.
Navnet blev vistnok genoptaget af kongens mænd under hertug Skules oprør, men senere kun benyttet af veteraner. 

## Myten om birkebeinerne
En myte om birkebeinerne har villet have det til, at det er deres fortjeneste, at Norge blev så demokratisk, fordi de dræbte det meste af aristokratiet i slaget ved Fimreite i 1184. I virkeligheden skete der kun et personskifte. Før slaget ved Fimreite sagde kong Sverre selv: "Fæld en lendmann, og du skal selv blive lendmann." Den svenske adel var jo heller ikke svækket efter blodbadet i Stockholm i 1520, og fransk adel heller ikke efter Bartholomæusnatten i 1572. I moderne historieforskning forklares Norges sociale struktur med, at landet havde en geografi med spredt, dyrkbar jord (2-3 % af samlet areal), der gør det svært at leve som adelsmand, sådan som aristokrater kunne gøre det i Europas frugtbare egne. 

## Filmen
Der er lavet film om birkebeinerne.  Filmen er historisk set meget ukorrekt. Den tager udgangspunkt i birkebeinernes flugt over bjergene fra Lillehammer til Rena i 1206 med den toårige kong Håkon, der skulle bringes udenfor baglernes rækkevidde.
Filmen prøver at skabe indtryk af, at baglerne ville have dræbt det lille barn, hvis de havde fået fat i ham. Men i så fald havde de dræbt ham sommeren 1207, da  drengen opholdt sig hos baglerne. I virkeligheden behandlede de Håkon med venlighed, som det berettes i Håkon Håkonssons saga: I 1207 tog baglerne Filippus Simonsson  til konge. Om foråret, da Håkon var tre år, rejste kong Inge og hans halvbror Håkon jarl/Håkon Galen  fra Trondheim med en stor hær syd til Bergen og derfra øst til Viken. Håkon jarl efterlod sin kone Kristin, og kongesønnen og hans mor Inga fra Varteig i Bergen sammen med kong Sverres datter Kristin. De var der endnu om sommeren, da baglerne ankom Bergen. Birkebeinerne overgav borgen til baglerne efter råd af ærkebiskop Tore. Baglernes høvding Filippus tog kongesønnen til sig og beholdt ham i tre dage. En dag tog baglerne drengen op på et loft over Bryggen, hvor langskibene lå. "Hvem ejer så dem?" spurgte de drengen. "Det gør min herre," svarede han. "Din herre er kong Philippus," drillede baglerne. Det sagde drengen nej til: "Håkon jarl er min herre, og han ejer de skibe." Baglerne morede sig over svaret: "Den knægt bliver nok ikke tryg for os baglere."  Der var aldrig tale om at skade drengen.
Filmen skaber indtryk af, at birkebeinerne var helte i et fjendeland, hvor der fandtes baglere overalt, og altid lige nådeløse. Efter forgæves at have prøvet at torturere Torstein Skjervas kone til at røbe, hvor den toårige kong Håkon er, klarer baglerne i filmen at få Torstein til at samarbejde. Så dræber de hans kone og søn. Det ville de naturligvis ikke have gjort, hvis de faktisk ønskede hans hjælp. Realhistorisk er det også helt utroværdigt. Under de norske borgerkrige rørte man ikke familiemedlemmer, da borgerkrigene ingen større rolle spillede for andre i befolkningen end det fåtal, der var tilknyttet kongen. Almindelige mennesker kunne komme ud for udplyndring af omstrejfende krigerflokke; men som regel blev de ladt i fred – hverken baglere eller birkebeinere var ude på at skaffe sig uvenner. Nogen "borgerkrig" var der egentlig ikke tale om – nærmest fejder, plyndring og rivalisering afbrudt af enkelte slag. Og da man ikke vidste, hvem der kom til at vinde, prøvede de fleste familier at gardere sig ved, at far og søn stod på hver sin side i borgerkrigene – på det vis kunne man altid vise til et familiemedlem, der var på vinderens side. Tydeligst ses det, da birkebeinere og baglere indgik grid (midlertidig våbenhvile) på Kvitingsøy udenfor Stavanger i 1208, hvorefter Inge skulle være konge og Filippus jarl. Da var der misnøje i rækkerne blandt mænd, der var pengeløse, men ilagt bøder; så efter indgået forlig, rejste en flok af birkebeinere og baglere med tolv skibe sammen som vikinger til Suderøerne. De tidligere modstandere hærgede på øerne, til de blev uenige og skiltes.  Ofte var der større afstand mellem krigere og bønder end mellem grupper som birkebeinere og baglere. 
Filmen udelader, at der mellem Sverres søn (kong Håkon 3.) og Sverres brorsøn (kong Inge 2.) var en tredje birkebeinerkonge, nemlig Guttorm Sigurdsson , som fire år gammel blev valgt til konge i 1204, og døde samme år. Jarlen Håkon Galen (= Håkon den Tossede), halvbror til kong Inge 2., er i filmen omdøbt til Gisle (da det formentlig ellers ville blive for mange Håkon'er at holde rede på). "Gisle"/Håkon Galens kone Kristin var i virkeligheden søsterdatter af kong Sverres enke, Margareta Eriksdatter, og blev i Baglersagaen mistænkt for at have forgiftet den lille kong Guttorm - på samme vis som hendes moster, enkedronning Margareta, måtte flygte til Sverige som mordmistænkt efter at hendes stedsøn, kong Håkon 3., døde tyve år gammel med tegn på forgiftning.  Men i filmen er "Gisle"/Håkon Galens kone Kristin fejlagtigt fremstillet som kong Sverres datter af samme navn, der imidlertid blev gift med Filippus som en del af forliget i 1208.  Dertil gør filmen uenigheden i Nidaros til et resultat af baglernes indblanding; men baglerne havde intet med "Gisle"/Håkon Galen at bestille. Rivaliseringen efter kong Guttorms død (i filmen efter Håkon Sverressons død) var en ren birkebeiner-affære, og helt tidstypisk for konflikterne, hver gang et kongevalg nærmede sig. Filmen tager også fejl i, at "Gisle"/Håkon Galen var så negativ til kong Håkon, og Inge så positiv. Sandsynligvis var ingen af dem særlig glade for at få drengen til Nidaros, men "Gisle"/Håkon Galen blev alligevel hans fosterfar, og opdrog ham sammen med sin egen søn. Kong Inge accepterede derimod ikke drengen som sin arving, selv om filmen fremstiller det sådan; Inge holdt tværtimod fast ved sin kongeværdighed og forsøgte forgæves at viderebringe den til sin egen søn. Men nogen direkte modstander af Håkon Håkonsson var han heller ikke. 
Filmen fremstiller kampen mellem birkebeinere og baglere som en kamp mellem pavemagt og nordmænd, hvor paven er allieret med danskerne, mens nordmændene stadig er hedninge (der vises et blot i filmen). I virkeligheden var alle nordmænd kristne i 1200-tallet. Hedenske forestillinger var stadig levende, som de var det, da norske folkemindegranskere begyndte at indsamle materiale om norsk folketro i 1800-tallet. Men der var ikke snak om hedenske guder, kun om overnaturlige kræfter som trolde og jætter. Norsk lov i 1200-tallet havde strenge straffe for hedensk magi, fordi man stadig mente, den var farlig. I filmen er danskerne de store skurke som pavekirkens allierede. I virkeligheden bad kong Sverre på sit dødsleje i 1202 sønnen Håkon om at forlige sig med kirken - som derfor ingen større rolle spillede under borgerkrigene. Baglerne var rigtignok tæt tilknyttet Danmark, idet flokken blev samlet i Skåne, som den gang var dansk; men birkebeinerne selv fik støtte fra Sverige. 